# Лаку (Клуж)
Лаку (рум. Lacu) насеље је у Румунији у округу Клуж у општини Ђака. Oпштина се налази на надморској висини од 309 m.

## Становништво
Према подацима из 2002. године у насељу је живело 301 становника.

### Попис2002.
| Расподела становништва по националности 2002.‍ | Расподела становништва по националности 2002.‍ | Расподела становништва по националности 2002.‍ | Расподела становништва по националности 2002.‍ | Расподела становништва по националности 2002.‍ |
| --------------------------------------------- | --------------------------------------------- | --------------------------------------------- | --------------------------------------------- | --------------------------------------------- |
|                                               |                                               |                                               |                                               |                                               |
| Румуни                                        | Румуни                                        |                                               | 94                                            | 31,2%                                         |
| Мађари                                        | Мађари                                        |                                               | 187                                           | 62,1%                                         |
| Роми                                          | Роми                                          |                                               | 20                                            | 6,6%                                          |